# The Panama Deception
The Panama Deception es una película documental estadounidense de 1992 que ganó el Óscar a la Mejor Película Documental. La película critica las acciones de las fuerzas armadas estadounidenses durante la invasión de Panamá en 1989, y cubre las razones conflictivas de la invasión. También destacó el sesgo de los medios de comunicación dentro de los Estados Unidos, mostrando eventos que no se informaron o se informaron erróneamente sistemáticamente, incluida la minimización del número de víctimas civiles. Fue dirigida por Barbara Trent, escrita y editada por David Kasper, y narrada por la actriz Elizabeth Montgomery. Fue una producción del Empowerment Project. La película afirma que el gobierno de Estados Unidos invadió Panamá principalmente para destruir las Fuerzas de Defensa de Panamá, que fueron percibidas como una amenaza para el control de Estados Unidos sobre Panamá y para instalar un gobierno al servicio de los intereses de Estados Unidos. La película incluye imágenes de fosas comunes descubiertas después de que las tropas estadounidenses se retiraron, incendiaron vecindarios, alude al uso de rayos y otras armas experimentales, así como representaciones de algunos de los 20.000 refugiados que huyeron de los combates.

## Trama
La película es un montaje de metraje histórico y contemporáneo, así como entrevistas con representantes del Pentágono, el Ejército de los Estados Unidos en particular el general Maxwell R. Thurman, en el momento de la invasión el comandante del SOUTHCOM ciudadanos panameños y periodistas y politólogos estadounidenses.
En la primera parte de la película, la relación entre Panamá y los Estados Unidos desde la fundación del estado en 1903 se tematiza como un acto de la diplomacia de los cañoneros estadounidenses. La provincia colombiana se convirtió en un protectorado de facto de los Estados Unidos, dándose a la Zona del Canal de Panamá el carácter de colonia administrada directamente como área de arrendamiento. Según la interpretación de los cineastas, la construcción de Panamá fue un acto de la política imperialista estadounidense en el contexto de la política del gran garrote de Theodore Roosevelt.
En la segunda parte de la película, Trent y Kasper cuestionan los objetivos de la invasión reivindicada por el gobierno de George H. W. Bush. El objetivo oficial fue la detención de Manuel Noriega acusado de tráfico de drogas en Estados Unidos. Los autores del filme señalan la estrecha relación entre la transferencia de drogas de Colombia a Estados Unidos, el apoyo de la Contra nicaragüense por parte de la CIA y Noriega, y el financiamiento parcial de la guerra de la Contra con dinero del narcotráfico. Oliver North también desempeñará un papel en el asunto Irán-Contra y sus conexiones con Noriega. Según Peter Kornbluh, la información de Noriega era más importante para la CIA que sus actividades de narcotráfico.
Trent y Kasper afirman que el arresto de Noriega fue solo una excusa. De hecho, las exportaciones de drogas de Panamá a EE UU. aumentaron aún más después de 1989. El objetivo real de la invasión fue la destrucción de las fuerzas armadas panameñas, la Fuerzas de Defensa de Panamá (FDP). Esto tenía la intención de revocar los Tratados Torrijos-Carter de 1977, que garantizaban a Panamá tomar el control del Canal de Panamá a fines de 1999; pero solo con la condición de que Panamá también pueda defender el canal mismo, lo que no es posible sin sus propias fuerzas armadas.
Los autores también cuestionan el número de víctimas de 400 personas publicado por el Pentágono y los medios estadounidenses; de hecho, varios miles de personas murieron como resultado de los enfrentamientos. Además, la invasión violó el derecho internacional. Los civiles fueron atropellados por tanques en sus autos y los miembros de las FDP capturados fueron asesinados a tiros en el campo de concentración de Balboa sin juicio.

## Producción
Kasper y Trent ya tenían sus documentales Destination Nicaragua (1986) y Cover Up: The Iran-Contra-Affair investigado la Guerra de la Contra (1988). Para apoyar su nueva película, contrataron consultores de investigación y a. Peter Dale Scott, David MacMichael, Doug Vaughan, Mark Hertsgaard y Peter Kornbluh.

## Recepción
En los Premios de la Academia de 1993, The Panama Deception recibió el Oscar al documental (largometraje). La presentación estuvo a cargo de Tom Hanks y Denzel Washington.